# Zamek Poenari
Zamek Poenari, znany także jako Cytadela Poenari (Poienari) (rum. Cetatea Poenari) – ruiny zamku w Rumunii, w okręgu Ardżesz, na wzgórzu nad doliną uformowaną przez rzekę Ardżesz, blisko Gór Fogaraskich. Jest usytuowany na szczycie wzgórza, po lewej stronie Szosy Transfogarskiej, pnącej się do góry.
Został założony mniej więcej na początku XIII wieku przez pierwszych władców Wołoszczyzny. Około XIV wieku stał się główną twierdzą władców z dynastii Basarab. W kolejnych kilku dekadach nazwiska rezydentów zmieniały się kilkakrotnie, ale ostatecznie zamek został opuszczony i popadł w ruinę.
W XV wieku potencjał zamku dostrzegł Wład Palownik, który odbudował i wzmocnił mury twierdzy, tworząc z niej jedną ze swoich głównych fortec. Wład posłużył za pierwowzór literackiej postaci Drakuli, co sprawia, że jego zamek uchodzący za siedzibę wampira, stał się atrakcją dla turystów. Obecnie do zamku prowadzi 1480 schodów.
Chociaż zamek był użytkowany jeszcze w wiele lat po śmierci Włada w 1476, został opuszczony w pierwszej połowie XVI wieku i zrujnowany w wieku XVII. Z powodu swojego rozmiaru i położenia zamek był bardzo trudny do zdobycia czy zniszczenia. Jednak w 1888 obsunięcie się ziemi zrujnowało część zamku, która zsunęła się do rzeki. Pomimo to zamek został szybko naprawiony, a mury i wieże stoją do dziś.